# Volp
A Volp folyó Franciaország területén, a Garonne jobb oldali mellékfolyója.

## Földrajzi adatok
Ariège megyében ered, és Cazères-nél, Haute-Garonne megyében torkollik a Garonne-ba. Az átlagos vízhozama 1,02 m³ másodpercenként, hossza 40,3 km.

## Megyék és városok a folyó mentén
Ariège: Sainte-Croix-Volvestre
Haute-Garonne: Le Plan